# Aleksandr Kondakow
Aleksandr Andriejewicz Kondakow (ros. Алекса́ндр Андре́евич Кондако́в, ur. 5 maja 1908, zm. 20 grudnia 1954 w Moskwie) – radziecki polityk, I sekretarz KC Komunistycznej Partii (bolszewików) Karelo-Fińskiej SRR w 1950.
Od 1928 członek WKP(b), elektryk i sekretarz komórki Komsomołu w fabryce metalurgicznej. Od maja 1929 sekretarz komitetu WKP(b) w fabryce metalurgicznej, później pracował w Komitecie Obwodowym WKP(b) w Iwanowie. 1937-1938 przewodniczący komitetu wykonawczego Rady Obwodowej w Jarosławiu, 1942 I sekretarz Komitetu Rejonowego WKP(b) w Jarosławiu, 1943-1946 I sekretarz Komitetu Miejskiego WKP(b) w  Kostromie, a od 16 sierpnia 1944 do 27 grudnia 1946 I sekretarz Komitetu Obwodowego WKP(b) w Kostromie. 1946-1949 studiował w Wyższej Szkole Partyjnej przy KC WKP(b), 1949-1950 inspektor KC WKP(b). Od 25 stycznia do 26 września 1950 I sekretarz KC Komunistycznej Partii (bolszewików) Karelo-Fińskiej SRR. Pochowany na Cmentarzu Nowodziewiczym w Moskwie.

## Odznaczenia
- Order Wojny Ojczyźnianej II klasy
- Order Czerwonej Gwiazdy
- Order „Znak Honoru”